# Harfenjule
Luise Nordmann (Potsdam, 1829. szeptember 6. – Berlin, 1911. január 12.) a leghíresebb német vándorhárfás, illetve utcai hárfás volt. Kortársai a Harfenjule becenevet ragasztották rá, utalva hangszerére, a hárfára. Sírjára ezt a nevet is ráírták.
Vakon született, gyermekkorában azonban megműtötték, és fél szemére kisebb mértékben látott. Kislánykorától járta az utcákat és udvarokat, közben technikája rendkívüli módon fejlődött. 1865-ben Emil Scholz bábművész feleségül vette. Vele egy utazószínházban lépett fel. 1871-ben férje és gyermeke tuberkulózisban elhunyt. Eztán Schönebergbe, majd Berlinbe költözött. Haláláig itt élt nővérével egy alagsori lakásban. Egyszer elgázolta egy taxi, de erős szervezetének köszönhetően felépült.
Megélhetését egész életében utcai zenéléssel, hárfázással biztosította. Igazi berlini látványossággá vált, akit, függetlenül az időjárástól, mindig az utcán lehetett látni. A városi temetőben helyezték örök nyugalomra. Síremléke a II. világháború idején elpusztult, de 1969-ben közadakozásból újraépítették.
Versei, balladái és dalai nemcsak a városi folklórra voltak hatással. Virágos, fekete szalmakalapos alakját megörökítette Heinrich Zille grafikus, valamint két költő, Klabund és Kurt Tucholsky is. Napjainkban Nancy Thym és Judy Kadar hárfások emlékeznek rá régi korokat idéző műsorukkal.